# Боб Хюит
Робърт Антъни Джон Хюит (на английски: Robert Anthony John Hewitt) е австралийски, в последствие южноафрикански тенисист. 

## Биография
Робърт Антъни Джон Хюит е роден на 12 януари 1940 г. в Дабо, Нов Южен Уелс, Австралия. През 1970-те години той и южноафриканката Далайл (родена Никълъс) се преместват в Йоханесбург, Република Южна Африка. Сега той е южноафрикански гражданин.

## Кариера
Боб Хюит печели 15 титли от Големия шлем в кариерата си, както при мъжете, така и при смесените двойки.
Хюит постига 7 титли на сингъл и 65 на двойки. Той е класиран, като номер 6 в света през 1967 г. от Ланс Тингей от „Дейли Телеграф“. 
Той е централна фигура за спечелването на единствената досега Купа Дейвис за Южна Африка, през 1974 г.